# مرکز مبادله ارز و طلای ایران
مرکز مبادله ارز و طلای ایران در پی بحران ارزی ۱۴۰۱ ایران و برای مبادله ارز خدماتی، حواله‌ای و تابلو مسکوکات طلا فعال شد. این مرکز با تصمیم شورای پول و اعتبار بانک مرکزی جمهوری اسلامی ایران از روز سه‌شنبه ۲ اسفند ۱۴۰۱ فعالیت رسمی‌اش را آغاز کرد. با راه‌اندازی این مرکز در سرفصل‌های تخصیص ارز خدماتی بازنگری می‌شود. با این بازنگری، ارزها بر اساس نیازهای تعیین شده اختصاص می‌یابد.
بانک‌مرکزی به‌عنوان متولی و سیاست‌گذار نظام پولی و ارزی کشور، به‌منظور  بهبود فرآیند سیاست‌گذاری، نظارت بهتر و رفع چالش‌های پولی و ارزی کشور ، در سال ۱۴۰۱ اقدام به تاسیس و راه‌اندازی مرکز مبادله ارز و طلای ایران کرد. مركز مبادله محلی است برای انجام معاملات قراردادهایی که سررسید آنها کمتر از یک سال بوده و یا دارایی پایه آن‌ها (از جمله طلا و ارز) تحت نظارت بانک مرکزی باشد. در حال حاضر، بازار ارز مرکز مبادله ایران شامل چهار تالار اسکناس، حواله، مشتقات و قراردادهای نوین ارزی است. تالارهای تعریف شده بازار طلا نیز شامل نقد و قراردادهای مبتنی بر طلا است.

## بازارها

### بازار ارز
تالار اسکناس ارز: در تالار اسکناس ارز انواع اسکناس ارزهایی مانند یورو، دلار، روبل، دینار، لیر، یوآن در یک بستر عرضه و تقاضا مورد معامله قرار می گیرد. تالار اسکناس ارز با هدف تخصیص ارز به نیازهای قانونی ذیل سرفصل‌های مصارف ارز خدماتی ایجاد شده است. اشخاص حقیقی و حقوقی می‌توانند نیازهای ارزی خود را که ذیل این سرفصل‌ها طبقه‌بندی می‌شوند، از طریق مرکز مبادله ارز و طلای ایران رفع نمایند. ارز دانشجویی، ارز درمانی، ارز ماموریتی و ارز سرفصل نیازهای ضروری از جمله مهمترین سرفصل‌های مصارف ارز خدماتی به‌حساب می‌آیند که براساس نرخ کشف شده تالار اسکناس ارز به متقاضیان تخصیص داده می‌شود.
تالار حواله ارز: محلی برای عرضه حوالجات ارزی صادرکنندگان و تقاضای ارزی واردکنندگان است. نرخ حواله متناسب با نوع حواله و ویژگی‌های آن در این تالار میان صادرکنندگان و واردکنندگان کشف می‌شود. هم اکنون حوالجات ارزهای پرمتقاضی مانند یورو، دلار و درهم در این تالار مورد معامله قرار می گیرد. شرکت های صنایع معدنی، شیمیایی و فلزی از بزرگترین عرضه کنندگان ارز در تالار حواله مرکز مبادله هستند.
تالار مشتقات ارز: قرارداد مشتقه یک قرارداد مالی است که ارزش آن بر پایه ارزش یک دارایی دیگر استوار است. مشتقات ارزی عموماً به یک کاربر حق خرید و فروش یک دارایی اساسی را در مقطعی در زمان آینده می‌دهند. به این ترتیب ارزش اوراق مشتقه ارزی بر اساس این دارایی پایه و زمان پایان قرارداد مشخص می‌شود. قراردادهای مشتقه ارزی که در مرکز مبادله ایران و در تالار مشتقات ارز فعال خواهند شد، شامل موارد ذیل است و بر پایه دارایی ارز است:
- قردادهای آتی ارزی
- قراردادهای اختیار معامله ارزی
- قردادهای سوآپ ارزی

### بازار طلا
از آنجایی که بازار طلا یکی از بازارهای قدیمی و سنتی در اقتصاد کشور به‌حساب می‌آید، نظارت و انسجام بخشی به این بازار می‌تواند ابزاری مهم در سیاست گذاری بانک مرکزی به شمار آید. از این رو بازار طلای مرکز مبادله ایران نیز با رسالت حفظ اصول حاکم بر بازار طلا و استفاده از تجارب موفق داخلی و خارجی و نیز با پیروی از سیاست های بانک مرکزی جمهوری اسلامی ایران، راه اندازی شده است.
این بازار  شامل دو تالار نقد و  تالار قراردادهای مبتنی بر طلا است.
تالار نقد طلا: تالار نقد طلای مرکز مبادله ایران میزبان معاملات نقدی شمش طلا، سکه طلای تمام بهار آزادی، سکه طلای نیم بهار آزادی و سکه طلای ربع بهار آزادی است.
تالار قراردادهای مالی مبتنی بر طلا: تالار قراردادهای مبتنی بر طلا نیز میزبان معاملات گواهی سپرده کالایی طلا و قراردادهای مشتقه طلا شامل پیمان‌های آتی و اختیارمعامله روی دارایی های پایه ای چون شمش طلا، سکه تمام بهار آزادی، سکه طلای نیم بهار آزادی و سکه طلای ربع بهار آزادی است.

## مأموریت
- مرجعیت رسمی قیمت در بازار ارز و طلا
- نهادسازی برای انجام معاملات ارز و طلا در شبکه رسمی و تحت نظارت بانک مرکزی
- ابزارسازی در بازارهای ارز و طلا در شبکه رسمی و تحت نظارت بانک مرکزی
- تامین حداکثری نیازهای واقعی ارز

## چشم انداز
- تبدیل شدن به رکن اصلی بازار ارز و طلا در ایران
- شکل گیری بازار منسجم پولی در ایران
- تبدیل شدن به یکی از ارکان موثر ارز و طلا در خاورمیانه

## منشور اخلاقی
- رعایت قوانین و مقررات کشوری و نهادهای بالادستی
- رعایت صداقت و امانتداری
- صحت و سلامت مالی و اداری
- توجه به منافع ذینفعان
- احترام و مسئولیت‌پذیری در قبال مراجعان
- اهتمام در بهبود کیفیت و ارتقای سرعت در ارائه خدمات
- ایفای نقش مسئولیت اجتماعی
- مبارزه با پولشویی و تامین مالی تروریسم

## نشانی
- نشانی پستی: تهران، خیابان وزرا، ضلع جنوبی پارک ساعی، پلاک ۷۰

- نشانی اینترنتی: ice.ir